# سید اسدالله خرقانی
سیداسدالله میرسلامی خارقانی موسوی (مشهور به سیداسدالله خرقانی) وی یکی از اولین منادیان اصلاحگری دینی و از کسانی است که طرح بازنگری در برخی از عقاید موروثی شیعهٔ امامی را مطرح کرد. همچنین یکی از تلاشگران سرشناس در راه بازگرداندن مجد و عظمت اسلام و مسلمین بود. کتاب «محو الموهوم و صحو المعلوم» از مهم‌ترین و آخرین کتاب‌های اوست که تأثیر زیادی بر افکار علمای اصلاحگر و دعوتگران اصلاح و نوسازی بعد از خودش بر جای گذاشت.

## زندگی
سید اسدالله میرسلامی خرقانی، چهارم ذی‌الحجهٔ سال ۱۲۵۴هـ. ق در روستای «شیزند» در جنوب قزوین، واقع در شمال غرب ایران، متولد شد؛ و نسبش به ساداتی از آل میرسلام در روستای «خرقان» در جنوب قزوین برمی‌گردد. چرا که پدرش سید زین‌العابدین پسر سید اسماعیل پسر سید حسن خان از سلسلهٔ سادات معروفی از اهل مراغه بود. جد بزرگش معروف به «میرسلام»، از مقربین سلاطین صفوی بود.
مرحوم خرقانی در سن پانزده سالگی برای تحصیلات دینی به شهر قزوین نقل مکان کرد. بعد از آنکه فقه و اصول را در محضر علمای آنجا آموخت حوالی سال‌های ۱۲۷۵ یا ۱۲۷۶ه‍.ق به تهران رفت و در آنجا نزد مرحوم میرزا ابوالحسن جلوه به یادگیری فلسفه پرداخت؛ و در اثنای این درس همچنین علوم روز و زبان فرانسه را که زبان فرهنگ غربی آن روزگار بود، یادگرفت. وی از نزدیکان و تربیت شدگان شیخ هادی نجم‌آبادی بود. در سال ۱۲۸۴ه‍.ق همراه خانواده‌اش به نجف اشرف مهاجرت کرد و در آنجا به مدت ۲۵ سال به تحصیل علوم دینی مشغول شد؛ و در میان روحانیون حوزه علمیه و طلاب نجف، احترام بسزایی داشت و از علوم جدید بهره‌مندنزد بزرگانی چون آخوند خراسانی (از رهبران مشروطه) بود وی در خلال این سال‌ها به درجه اجتهاد نایل شد. سپس به تهران بازگشت و به تدریس و تألیف مشغول شد.
سیدمحمود طالقانی دربارهٔ خرقانی می‌نویسد:
مرحوم علامه بزرگ و مجاهد سید اسدالله میرسلامی خارقانی، در زمره همان مردان نیرومند و هشیار عالم اسلام بود، تألیفات این مرد و مبارزه‌هایی که در آن دوره اختناق و استبداد نموده و شاگردان با ایمان و محکی که تربیت کرده، مقام علمی و روح جهاد و هشیاریش را به خطرهای متوجه به عالم اسلام می‌شناساند.

## فعالیت سیاسی
خرقانی زمانی از مبارزان جنبش مشروطه بود، وی در خلال جنبش‌های مشروطه‌خواهی، نقش رابط میان مشروطه‌خواهان و علمای نجف را برعهده داشت. دو بعد شخصیتی او یعنی نقش بسیار مهم وی در انقلاب مشروطیت و نیز تعالیم قرآن‌گرایانه او، اثراتی در جامعه ایرانی داشته و دارد.
سیداسدالله خرقانی از فعالین مشروطه خواهی به‌شمار می‌رود وی یکی از اعضای هیئت مدیره انجمن باغ میکده بود؛ و از سوی آن گروه به نجف رفت. و در کنار آخوند محمدکاظم خراسانی (بزرگترین مرجع تقلید مشروطه خواه) قرار گرفت. مهدی ملک‌زاده وی را در راس (مجمع طلاب روشنفکر نجف) یاد کرده و به تکاپوهای فرهنگی و سیاسی آن گروه اشاره می‌کند بنابر گفته برخی آگاهان، خرقانی، واسطه رساندن احکام آخوند خراسانی به ایران بوده‌است و او در محضر شیخ هادی، از طلاب فاضل و از خواص شمرده می‌شد.
پس از مراجعت از نجف، مدتی وارد فعالیت‌های اسلامی در عرصه‌های سیاسی و اجتماعی در ایران شد. در دوره سوم مجلس شورای ملی، به‌عنوان نماینده قزوین به کرسی نمایندگی مجلس راه یابد. با ادامه فعالیت سیاسی در دوره رضا خان و در جریان جمهوری‌خواهی، از دست وی کتک خورد و بالاخره به زندانی شدن و تبعید او منجر شد، او به رشت و سپس به فومنات تبعید شد.
پس از پایان یافتن آخرین تبعیدش به تهران برگشت و تصمیم گرفت که به کلی از مباحثه و تألیف و تدریس قرآن دست بکشد. پس از آن، به‌جز با بعضی از فضلا و طلاب قرآن که نزد او علوم قرآنی می‌آموختند، جلسه‌ای برگزار نکرد.

## اصلاحگری دینی

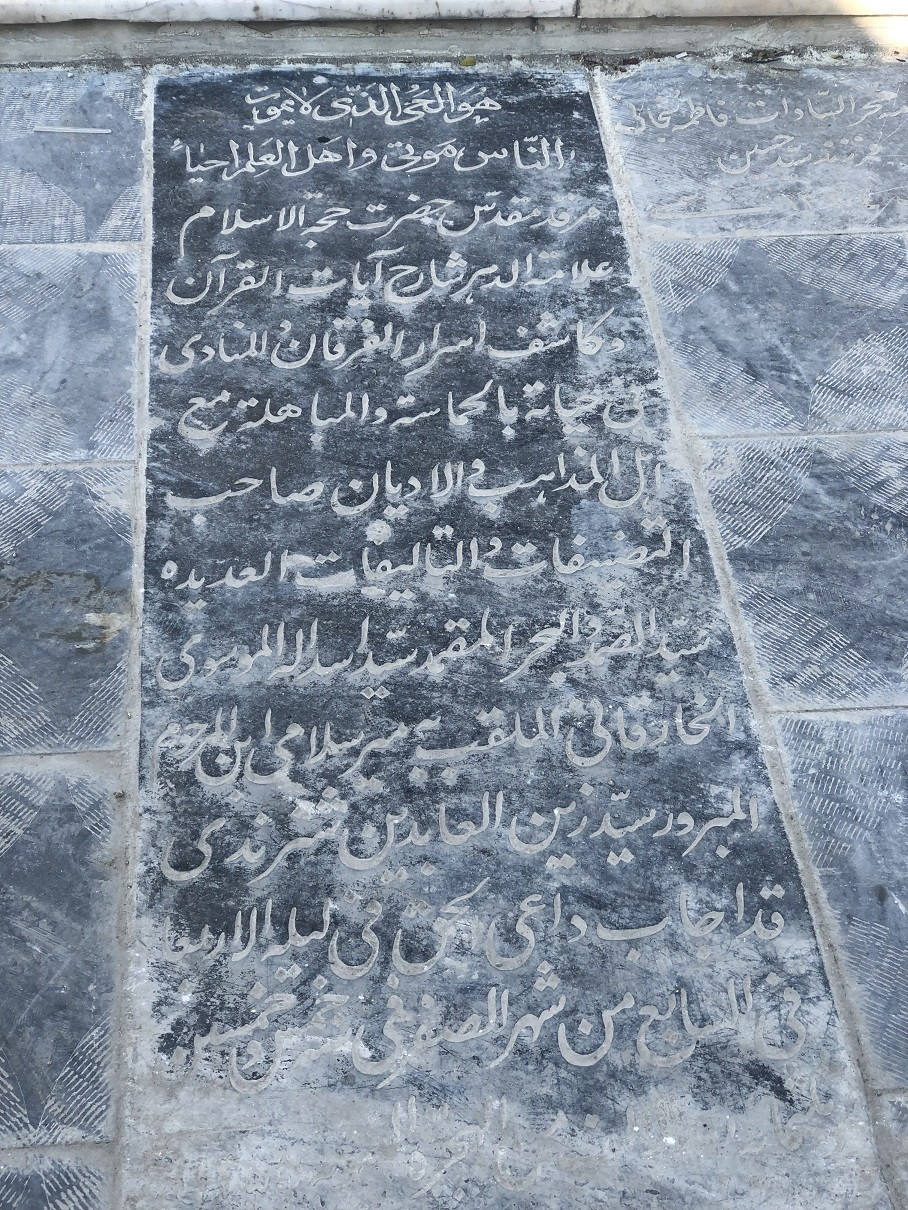
مزار خرقانی در ابن بابویه

اصول دعوت خرقانی در این سال‌ها را می‌توان در کتاب وی به‌نام «محوالموهوم و صحوالمعلوم» یافت:
- الوالامر که در قرآن ذکر شده مربوط به خلفای چهارگانه‌است و پس از آن‌ها تاکنون (زمان خرقانی) مصداقی نداشته‌است.
- استناد به آیاتی را که شیعیان در بحث مربوط به غدیرخم به‌کارمی‌برند، برای اثبات امامت شیعی ناکافی می‌داند و اختلاف‌های مربوط به خلافت را امری شخصی، و نه دینی، تلقی می‌کند.
- به ولایت تکوینی امام‌زمان اعتقادی ندارد و آن را در همان حد تشریعی می‌داند.
- غیر قرآن هرچه از هرکه هست، مسکوتٌ‌عنه بگذارند تاآنکه کلیه عقاید و اصول را از قرآن بیاموزند،
- «میزان صحیح و محکم برای تشخیص عوائد عرفی از اصل شرعی، سه امر است: اول قرآن مجید، دوم سنت متقنة بین فرق مختلفه مسلمین، سوم عملیات ذات اقدس رسالت در مدت بیست‌وسه‌سال.

## آثار
فهرست تألیفات وی از این قرار است:
- رساله رد نصاری (کشف الغوایة فی رد الهدایه)
- رساله اصول عقاید
- رساله تنقید قوانین عدلیه
- رساله روح التمدن و هویت الاسلام
- رساله رد دارونیستها
- رساله کثرت و وحدت زواج
- پنج جزوه رد مبلغین نصاری
- مختصری [در] مرام جامع مقدسه اسلامی
- رساله رد کشف حجاب
- کتاب قضا و شهادت اسلامی
- رساله نبوت خاصه و ابدیت اسلام و حماسه با ادیان
- رساله در متشابهات قرآن و حدیث من فسر القرآن، و حماسه علمی و عملی بر تمام علمای نوع بشر از ادیان قدیمه و جدیده*برهان الساطع فی اثبات الصانع
- رساله حقوق اسلامی
- رساله در مفهوم و مصداق اولوالامر قرآنی که تا حال از مبتکرات آیات شریفه‌است.
- رساله مقدسه محوالموهوم و صحوالمعلوم